# 玉田昇次郎

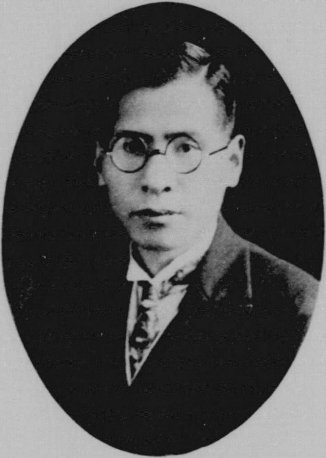
玉田昇次郎

玉田 昇次郎（たまだ しょうじろう、1892年（明治25年）5月13日 - 1938年（昭和13年）2月16日）は、日本の内務・警察官僚。官選香川県知事。

## 経歴
愛知県中島郡稲沢村（現稲沢市）出身。第一高等学校を卒業。1919年、東京帝国大学法学部政治学科を卒業。内務省に入省し京都府属となる。同年10月、高等試験行政科試験に合格。
以後、京都府警視、北海道庁理事官、同事務官、都市計画地方委員会事務官兼地方事務官、大阪府勤務、山梨県書記官・学務部長、同県書記官・警察部長、千葉県書記官・警察部長、埼玉県書記官・総務部長などを歴任。
1937年12月、香川県知事に就任。着任以来、体調が優れず、登庁したのは一日だけで、在任中に死去した。